# Baha Men
Baha Men è un gruppo musicale pop, reggae e soca delle Bahamas.
Sono considerati un one-hit wonder per il singolo "Who Let the Dogs Out?" del 2000.

## Carriera
Il gruppo ha debuttato nel 1992 con l'album Junkanoo, di stampo tradizionale. Nel 2000 ha ottenuto un discreto successo con la cover di Who Let the Dogs Out?, scritta da Anslem Douglas.
Successivamente all'album Who Let the Dogs Out? il gruppo non ha più riscosso il medesimo successo.
I Baha Men hanno partecipato inoltre ad alcuni degli album DisneyMania pubblicati periodicamente dalla Disney Records.

## Premi e riconoscimenti
- Grammy Awards 2000: "miglior disco dance" per Who Let the Dogs Out?
- Billboard Music Award 2000: "World Music Artist of the Year" e "World Music Album of the Year" per Who Let the Dogs Out?
- Nickelodeon Kids Choice Award 2002 come Favorite Band and Favorite Song.

## Discografia

### Album
- Junkanoo (1992)
- Kalik (1994)
- Here We Go Again (1996)
- I Like What I Like (1997)
- Doong Spank (1998)
- Who Let the Dogs Out (2000)
- 2 Zero 0-0 (2001)
- Move It Like This (2002)
- Underwater Moonlight (2002)
- Beach Baby (2002)
- Holla! (2004)

### Raccolte
- Funky Nassau - The Best of the Baha Men (1998)
- Best of Baha Men (2000)
- Greatest Movie Hits (2001)

### Singoli
- Back to the Island (1992)
- Oh Father (1994)
- Dancing in the Moonlight (1994)
- That's the Way I Get Down (1997)
- Who Let the Dogs Out? (2000)
- You All Dat (2001)
- 'Best Years of Our Lives (2001)
- Move It Like This (2002)
- Holla! (2004)
- Ride with Me! (2015)

### Colonne sonore
- The Little Vampire You Can Get It
- Rugrats in Paris: The Movie Who Let The Dogs Out?
- Miss Detective Get Ya Party On
- Shrek Best Years Of Our Lives
- Rat Race Rat Race, Who Let The Dogs Out?
- Scooby-Doo Scooby D
- Big Fat Liar Move It Like This
- Mio padre, che eroe!
- Garfield - Il film Holla!